# Kannas
Kannas är en ö i Finland. Den ligger i sjön Melaselänjärvi och i kommunen Ilomants i den ekonomiska regionen  Joensuu ekonomiska region  och landskapet Norra Karelen, i den sydöstra delen av landet, 400 km nordost om huvudstaden Helsingfors. Öns area är 2 hektar och dess största längd är 280 meter i sydväst-nordöstlig riktning.